# Bréda (torrent)
Pour les articles homonymes, voir Breda (homonymie).
Le Bréda est un torrent des départements de l'Isère et de la Savoie dans la région Auvergne-Rhône-Alpes et un affluent de l'Isère, donc un sous-affluent du Rhône.

## Géographie
De 32,1 kilomètres de longueur, le Bréda coule de la chaîne de Belledonne vers l'Isère. Il prend sa source à l'est des Pointes du Mouchillon (2 347 m) dans le massif d'Allevard, sur la commune de la Ferrière, à l'altitude 1 990 mètres. À l'altitude de 1 200 m, il génère la cascade du Pissou et descend la vallée du Haut Bréda jusqu'à Allevard, où il est rejoint par le torrent du Veyton. De la vallée d'Allevard, il débouche à l'extrémité méridionale du val Gelon mais ne l'emprunte pas, contournant par le nord la montagne de Brame-Farine à travers des gorges avant de se jeter dans l'Isère au niveau de Pontcharra, à 255 mètres d'altitude, dans la vallée du Grésivaudan.

### Communes et cantons traversés
Dans les deux départements de l'Isère et de la Savoie, le Bréda traverse dix communes et quatre cantons :
- dans le sens amont vers aval : La Ferrière (source) et Pinsot qui sont devenues la commune du Haut-Bréda en fusionnant, puis Allevard, La Chapelle-du-Bard, Détrier, Le Moutaret, La Chapelle-Blanche, Laissaud, Saint-Maximin et Pontcharra (confluence).

Soit en termes de cantons, le Bréda prend source dans le canton d'Allevard, traverse les canton de La Rochette, canton de Montmélian et conflue dans le canton de Goncelin.

### Bassin versant
Le Bréda traverse les deux zones hydrographiques suivantes « Le Bréda du Veyton inclus à l'Isère » (W121), « Le Bréda de sa source au Veyton » (W120) pour une superficie totale de 230 km2. Ca bassin versant est constitué à 89,94 % de « territoires agricoles », à 6,99 % de « territoires agricoles », à 2,17 % de « territoires artificialisés », à 0,64 % de « surfaces en eau ».

### Organisme gestionnaire
C'est le SYMBI ou syndicat mixte des bassins hydrauliques de l'Isère qui est l'organisme gestionnaire.

## Affluents
D'amont en aval :
- Le ruisseau de la Combe Madame, qui prend source sous le glacier de la Combe Madame et le Pic de la Grande Valloire.
- Le ruisseau le Pleynet, qui rejoint le Bréda au lac de Fond de France.
- Le ruisseau de Vaugelat qui descend du col de Merdaret, et rejoint le Bréda à l'Épinay.
- Le ruisseau de l'Arpette, qui descend de la montagne de l'Arpette.
- Le ruisseau de la grande Valloire, source sous le glacier de l'Arguille au lac Blanc et au lac Noire.
- Le ruisseau du Cachet, source sur le versant est du Grand Rocher.
- Le ruisseau de Tigneux, source la montagne de Tigneux, se jette dans le Bréda au-dessus de la Ferrière.
- Le ruisseau de la Ville, qui descend sur le versant ouest de la montagne de Combe grasse.
- Le torrent du Gleyzin, source dans les Lanches et rejoint le Bréda à Pinsot.
- Le torrent du Veyton 11,6 km qui prend source au niveau des lacs Morétan sous le sommet Le Grand Morétan.
- Le ruisseau de la Jeannotte
- Le torrent le Buisson qui prend source au lac du Collet.
- Le torrent le Bard
- Le torrent le Bens qui borde la forêt domaniale de Saint-Hugon après avoir pris sa source sous le Grand Miceau
- Le ruisseau de Pluvigny, le ruisseau de la Burge, et le ruisseau de Tapon qui prennent sources sur le versant Nord-Ouest de la montagne de Brame-Farine

### Rang de Strahler
Donc son rang de Strahler est de trois par la Coisetan, le Bens, le Veyton, le Gleyzin, le ruisseau du Col de la Vache, ou du Pleynet, affluents de rang de Strahler deux.

## Hydrologie

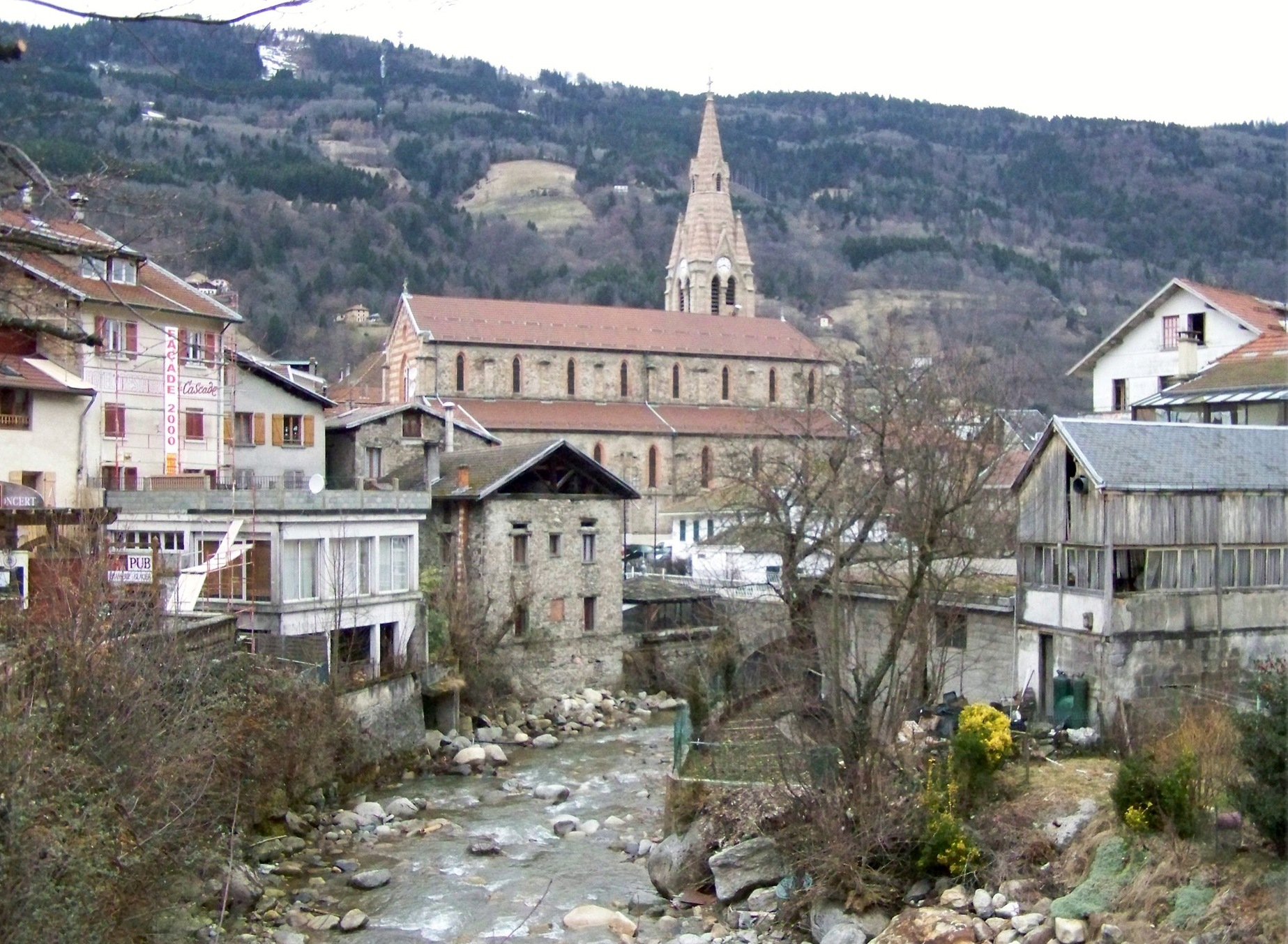
Le Bréda traversant la commune d'Allevard-les-Bains.

Le bassin versant mesure 223 km2 à Pontcharra pour un bassin versant total de 230 km2, et le débit moyen à Allevard est de 7,24 m3/s.

### Le Bréda à Allevard
Le torrent, débouchant de la gorge où se trouvait, jusque dans les années 1970, le complexe sidérurgique  du « Bout du monde » sépare le bourg ancien en deux quartiers : celui de l'Adret, rive gauche, le quartier bourgeois au XIXe siècle, et l'Envers, rive droite, encore bordé, en aval, de quelques vieilles maisons le surplombant directement, alors qu'en amont se trouve ce qui reste du parc et du château des Barral. Trois ponts rapprochés le franchissent, dont, reliant les deux quartiers anciens, le « grand pont » à l'emplacement du pont historique, et en aval le « petit pont ».
Longtemps, en effet, un seul pont franchissait le Bréda, plusieurs fois emporté et reconstruit au cours des siècles. Un pont à trois arches avait été bâti en 1435 (pour plus de 33 florins). Au XVIIe siècle il a été remplacé par un pont en dos d'âne à arche unique, qui fut emporté à son tour par « la terrible inondation du 1er août 1851 ».

## Histoire

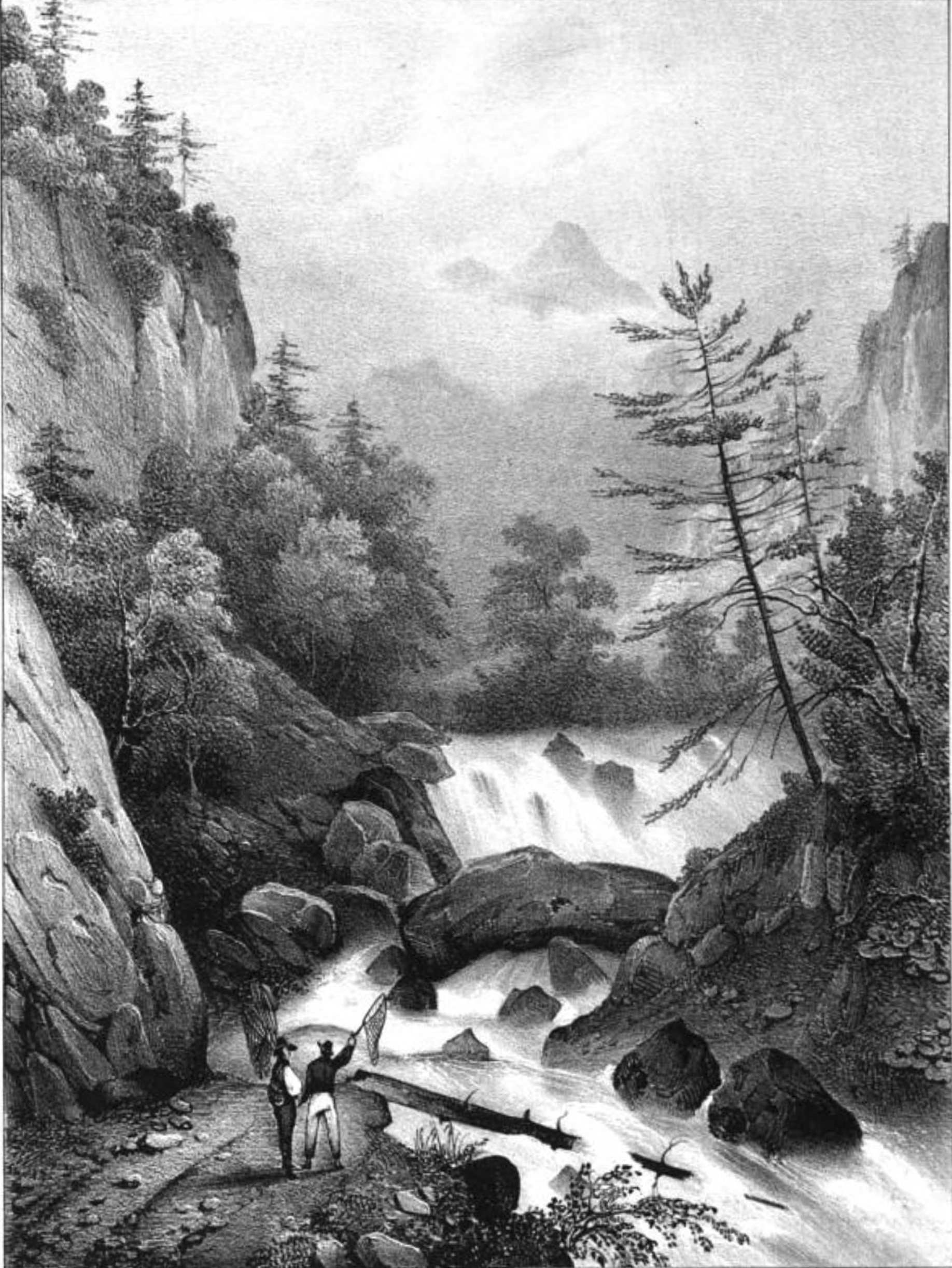
Le Bréda dans le territoire d'Allevard, gravé au XIXe siècle.

Selon la carte de Cassini et des écrits du début du XIXe siècle, le Bréda était alors nommée l'Ozeins surtout pour sa partie haute en amont d'Allevard, et le Bréda alors était le nom de deux de ses affluents : le torrent le Bens aussi alors nommé Torrent de Bréda de Saint-Hugon, et le torrent du Veyton alors nommé rivière de Breda.

## Houille blanche
Le torrent est utilisé comme source d'électricité, en effet, comme de nombreux torrents de la chaîne de Belledonne, il est équipé en micro centrales hydroélectriques, comme la centrale de Premoinet, sur la commune de La Ferrière, mise en service en 1914 et qui appartient aux papeteries de Lancey qu'elle alimente.

## Galerie

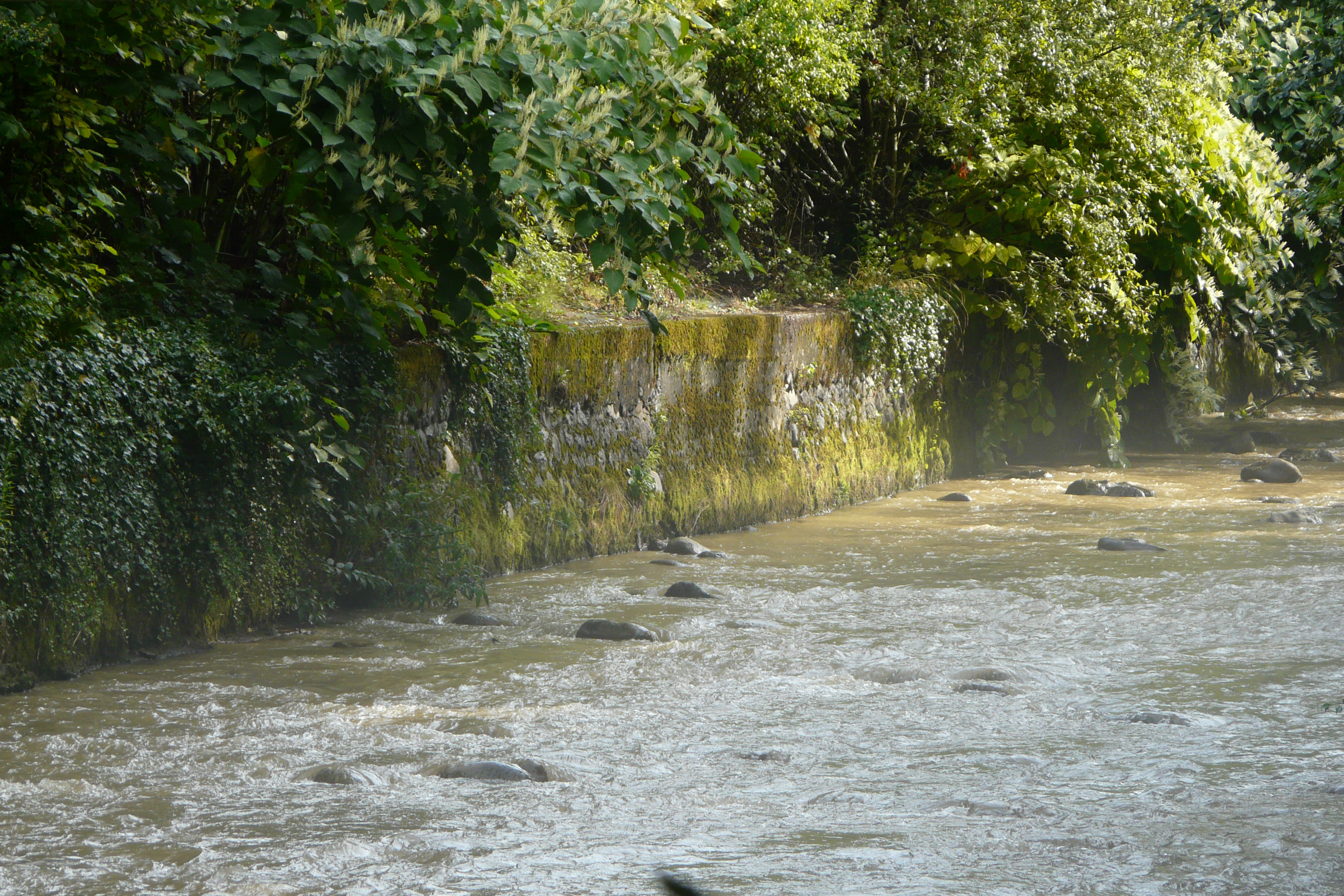
Le Bréda à l'entrée de Pontcharra
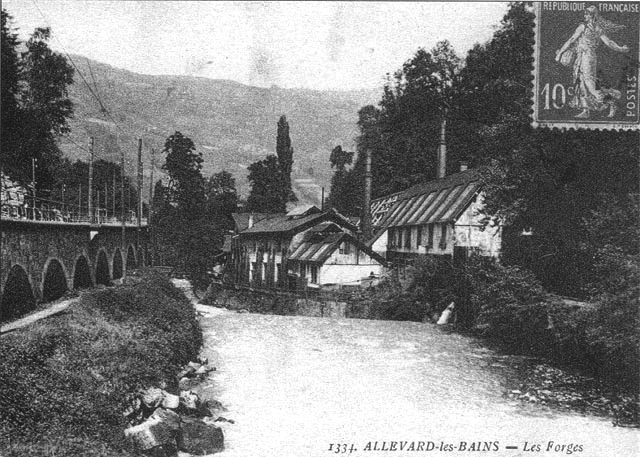
Le complexe sidérurgique (disparu) au lieu-dit « Le Bout du monde » dans les gorges du Bréda.